# Przerzutkowate
Przerzutkowate, przerzutki – rodzina owadów z rzędu przerzutek i nadrodziny Machiloidea. W zapisie kopalnym znane są od triasu środkowego.

## Morfologia
Owady o wydłużonym, wrzecionowatym w zarysie ciele porośniętym u starszych stadiów łuskami, a u młodszych szczecinkami i włoskami. Długość ciała u form współczesnych dochodzi do 23 mm, ale zwykle nie przekracza 12 mm, natomiast formy kopalne osiągać mogły nawet 80 mm długości. Głowa zaopatrzona jest w duże oczy złożone i przyoczka. W przeciwieństwie do Meinertellidae głaszczki szczękowe oraz przynajmniej nasadowe człony czułków porośnięte są łuskami. Tułów jest garbato wysklepiony, a jego tergity wypuszczają na boki paranota nakrywające pleuryty. Sternity są większe niż u Meinertellidae. Śródtułów i zatułów wyposażone są w wyrostki rylcowe. Odwłok zbudowany jest z 11 segmentów oraz zwieńczony parą długich przysadek odwłokowych oraz długą przysadką końcową (szczeciną terminalną). Sternity segmentów od drugiego do siódmego są duże, trójkątne i wchodzą głęboko między regiony biodrowe. Urosternity segmentów od drugiego do piątego mają jedną lub dwie pary woreczków biodrowych.

## Zachowanie i występowanie
Przerzutki te zamieszkują siedliska wilgotne i ciepłe, w tym ściółkę i butwiejącą materię roślinną. Szczególnie liczne wśród Machilidae są gatunki petrofilne, bytujące na skałach i wśród rumoszu skalnego. Są roślinożercami. Odżywiają się glonami, porostami i mszakami. Przemieszczają się szybko biegając i skacząc. Dożywają średnio 4 lat, liniejąc przez całe życie. Występują u nich tańce godowe. Przekazywanie spermy może się odbywać bezpośrednio lub z wykorzystaniem utkanej przez samca nici.
Przedstawiciele rodziny rozmieszczeni są głównie na półkuli północnej. Brak ich reprezentantów w Ameryce Południowej, południowej części Afryki i Australii.

## Taksonomia
Takson ten wprowadzony został w 1888 roku przez Giovanniego Battistę Grassiego. Obejmuje około 300 opisanych gatunków umieszczanych w ponad 40 rodzajach. Dzieli się na dwie podrodziny oraz kilka rodzajów niesklasyfikowanych do żadnej z nich:
- Machilinae Grassi, 1888
- Petrobiinae Paclt, 1970
- podrodzina: incertae sedis
  - †Gigamachilis Montagna et al., 2017
  - †Onychomachilis Pierce 1951
  - Praemachilis Silvestri 1904